# NCT Wish
NCT Wish (tiếng Nhật :エヌシーティー·ウィッシュ tiếng Hàn: 엔시티 위시; Romaja: Enushītī Wisshu; thường được viết cách điệu là NCT WISH) là một nhóm nhạc nam Nhật Bản-Hàn Quốc, là nhóm nhỏ thứ sáu và cuối cùng được giới thiệu của nhóm nhạc nam Hàn Quốc NCT, được quản lý bởi SM Entertainment và Avex Trax.  Nhóm bao gồm 6 thành viên: Sion, Riku, Yushi, Jaehee, Ryo, Sakuya. Họ đã phát hành đĩa đơn "Hands Up" dưới tên tạm thời NCT New Team vào ngày 8 tháng 10 năm 2023. Họ chính thức ra mắt vào ngày 28 tháng 2 năm 2024, với đĩa đơn "Wish" bằng cả phiên bản tiếng Nhật và tiếng Hàn.

## Lịch sử

### 2022: Trước khi ra mắt
Vào ngày 4 tháng 9 năm 2022, các bản tin đã tiết lộ các tài liệu bị rò rỉ và báo cáo về lịch trình sắp tới của SM Entertainment trong quý 4 năm 2022 trong đó nhóm được liệt kê là NCT 140, với số 140 là kinh độ của thành phố Tokyo.
Vào ngày 30 tháng 11 năm 2022, Lee Soo Man tiết lộ với CNBC rằng ông đang có kế hoạch thành lập hai nhóm nhỏ mới là NCT Saudi và NCT Tokyo.

### 2023: Quá trình hình thành từNCT Universe: LASTART, Đội hình debut NCT New Team ban đầu và sự rút lui của Jungmin
Vào ngày 26 tháng 1 năm 2023, có thông báo rằng SM sẽ tổ chức buổi thử giọng tại Nhật Bản cho bất kỳ nam sinh nào từ năm 2001 đến năm 2008 để phát hiện ra các thành viên NCT mới và chuẩn bị cho sự ra mắt của NCT Tokyo . Người ta cũng đưa tin rằng NCT Tokyo sẽ ra mắt vào nửa đầu năm 2023.
Vào ngày 24 tháng 2 năm 2023, SM đã xác nhận rằng NCT Tokyo sẽ ra mắt vào năm 2023 và sẽ là lần mở rộng cuối cùng của NCT. Với sự ra mắt của nhóm, "sự mở rộng vô hạn" của NCT sẽ kết thúc vì hãng sẽ tập trung vào việc hỗ trợ các thành viên hiện tại.
Vào ngày 24 tháng 5, SM thông báo rằng hai thành viên SMROOKIES sẽ sớm được công bố là thành viên của nhóm và các thành viên khác sẽ được chọn thông qua một chương trình truyền hình thực tế trước khi ra mắt. Vào ngày 28 tháng 6, SM Entertainment thông báo rằng Sion và Yushi , là một phần của SMROOKIES và NCT Tokyo. Vào ngày 30 tháng 6, SM  tiết lộ rằng một chương trình truyền hình thực tế trước khi ra mắt có tên NCT Universe: LASTART sẽ phát sóng vào ngày 27 tháng 7 và sẽ cho thấy quá trình hình thành nhóm của nhóm nhỏ NCT cuối cùng . Teaser đầu tiên đã được phát hành vào ngày 5 tháng 7.
Vào ngày 7 tháng 9, trong tập 7 của NCT Universe: LASTART Riku, Sakuya, Jaehee, Jungmin và Ryo đã được xác nhận là thành viên ra mắt và sẽ tham gia cùng Sion và Yushi để thành lập nhóm nhỏ NCT. Ngoài ra, có thông báo rằng NCT New Team sẽ biểu diễn tại NCT Concert 2023 - NCT Nation: To The World .
Vào ngày 2 tháng 10, SM thông báo rằng Jungmin sẽ rời khỏi nhóm và quay trở lại làm thực tập sinh vì lý do sức khỏe, và nhóm sẽ tiếp tục hoạt động với 6 thành viên.
Vào ngày 7 tháng 10, nhóm đã thông báo rằng họ sẽ phát hành đĩa đơn tiếng Nhật  Hands Up " vào ngày hôm sau. Ngoài ra, nhóm cũng đã xác nhận sẽ ra mắt vào năm 2024.
Vào ngày 18 tháng 1 năm 2024, nhóm đã phát hành một đoạn giới thiệu cho màn ra mắt sắp tới của mình, tiết lộ tên của nhóm là NCT WISH .

### 2024: Chính thức ra mắt và màn comeback đầu tiên
Vào ngày 18 tháng 1 năm 2024, người ta thông báo rằng nhóm sẽ ra mắt vào tháng 2. Ngày hôm sau, người ta tiết lộ rằng NCT WISH sẽ ra mắt trên sân khấu SMTOWN Live 2024: SMCU Palace@Tokyo vào ngày 21 tháng 2. Họ sẽ giới thiệu bài hát đầu tay "Wish", sẽ được phát hành bằng cả phiên bản tiếng Hàn và tiếng Nhật vào ngày 28 tháng 2.
Vào ngày 8 tháng 5, SM Entertainment thông báo rằng NCT WISH sẽ phát hành một đĩa mở rộng (EP) và một đĩa đơn vào quý 3 của năm.  Vào ngày 27 tháng 8, có thông tin cho biết nhóm sẽ phát hành trước một bài hát vào đầu tháng 9 trước khi trở lại với một album vào cuối tháng. SM Entertainment sau đó xác nhận rằng NCT WISH hiện đang chuẩn bị cho sự trở lại vào tháng 9. Vào ngày 2 tháng 9, NCT WISH thông báo rằng họ sẽ phát hành trước " Dunk Shot " vào ngày 9 tháng 9, trước khi phát hành đĩa mở rộng (EP) đầu tiên Steady vào ngày 24 tháng 9.

## Thành viên
- Chú thích: In đậm là nhóm trưởng

| Nghệ danh | Nghệ danh | Nghệ danh | Tên khai sinh   | Tên khai sinh   | Tên khai sinh  | Tên khai sinh | Tên khai sinh      | Ngày sinh         | Nơi sinh          | Quốc tịch |
| Latinh    | Hangul    | Kana      | Latinh          | Hangul          | Kana           | Hanja         | Hán-Việt           | Ngày sinh         | Nơi sinh          | Quốc tịch |
| Sion      | 시온      | シオン    | Oh Si-on        | 오시온          | オシオン       | 吳是溫        | Ngô Thời Nguyên    | 11 tháng 5, 2002  | Mokpo, Hàn Quốc   | Hàn Quốc  |
| Riku      | 리쿠      | リク      | Maeda Riku      | 마에다 리쿠     | マエダリク     | 前田 陸       | Tiền Điền Lục      | 28 tháng 6, 2003  | Fukui, Nhật Bản   | Nhật Bản  |
| Yushi     | 유우시    | ジェヒ    | Tokuno Yushi    | 토쿠노 유우시   | とくの ジェヒ  | 得能勇志      | Đắc Năng Dũng Chí  | 5 tháng 4, 2004   | Tokyo, Nhật Bản   | Nhật Bản  |
| Jaehee    | 재희      | ジェヒ    | Kim Dae-young   | 김대영          | キム・デヨン   | 金垈永        | Kim Đại Anh        | 21 tháng 6, 2005  | Daegu, Hàn Quốc   | Hàn Quốc  |
| Ryo       | 료        | リョウ    | Hirose Ryo      | 히로세 료       | ヒロセリョ ウ  | 廣瀬遼        | Quảng Lai Liêu     | 4 tháng 8, 2007   | Kyoto, Nhật Bản   | Nhật Bản  |
| Sakuya    | 사쿠야    | サクヤ    | Fujinaga Sakuya | 후지나가 사쿠야 | フジナガサクヤ | 藤永咲也      | Đằng Vĩnh Tiêu Tại | 18 tháng 11, 2007 | Saitama, Nhật Bản | Nhật Bản  |

## Danh sách đĩa nhạc

### Đĩa mở rộng (EP)
| Tiêu đề | Chi tiết                                                                                          | Thứ hạng cao nhất | Doanh số |
| Tiêu đề | Chi tiết                                                                                          | KOR               | Doanh số |
| ------- | ------------------------------------------------------------------------------------------------- | ----------------- | -------- |
| Steady  | - Phát hành: Ngày 24 tháng 9 năm 2024 - Hãng đĩa: SM - Định dạng: CD, digital download, streaming | TBA               | TBA      |

### Album đĩa đơn
| Tiêu đề  | Chi tiết                                                                                          | Thứ hạng cao nhất | Doanh số       | Chứng nhận       |
| Tiêu đề  | Chi tiết                                                                                          | KOR               | Doanh số       | Chứng nhận       |
| -------- | ------------------------------------------------------------------------------------------------- | ----------------- | -------------- | ---------------- |
| Wish     | - Phát hành: Ngày 28 tháng 2 năm 2024 - Hãng đĩa: SM - Định dạng: CD, digital download, streaming | 1                 | - KOR: 443,384 | - KMCA: Platinum |
| Songbird | - Phát hành: Ngày 1 tháng 7 năm 2014 - Hãng đĩa: SM - Định dạng: CD, digital download, streaming  | 1                 | - KOR: 502,311 | - KMCA: Platinum |

### Đĩa đơn

#### Đĩa đơn Nhật Bản
| Tiêu đề                                                                                            | Năm  | Thứ hạng cao nhất | Thứ hạng cao nhất | Thứ hạng cao nhất | Doanh số             | Chứng nhận          | Album                         |
| Tiêu đề                                                                                            | Năm  | JPN               | JPN Comb.         | JPN Hot           | Doanh số             | Chứng nhận          | Album                         |
| -------------------------------------------------------------------------------------------------- | ---- | ----------------- | ----------------- | ----------------- | -------------------- | ------------------- | ----------------------------- |
| "Hands Up"                                                                                         | 2023 | —                 | —                 | —                 |                      |                     | Đĩa đơn không nằm trong album |
| "Wish"                                                                                             | 2024 | 3                 | 4                 | 3                 | - JPN: 69,009 (phy.) | - RIAJ: Gold (phy.) | Đĩa đơn không nằm trong album |
| "Songbird"                                                                                         | 2024 | 3                 | 3                 | 4                 | - JPN: 79,715 (phy.) | - RIAJ: Gold (phy.) | Đĩa đơn không nằm trong album |
| "—" biểu thị các bản phát hành không lọt vào bảng xếp hạng hoặc không được phát hành ở khu vực đó. |      |                   |                   |                   |                      |                     |                               |

#### Đĩa đơn Hàn Quốc
| Tiêu đề     | Năm  | Thứ hạng cao nhất | Album    |
| Tiêu đề     | Năm  | KOR               | Album    |
| ----------- | ---- | ----------------- | -------- |
| "Wish"      | 2024 | —                 | Wish     |
| "Songbird"  | 2024 | 196               | Songbird |
| "Dunk Shot" | 2024 | 131               | Steady   |
| "Steady"    | 2024 | TBA               | Steady   |

## Giải thưởng và đề cử
| Lễ trao giải                 | Năm  | Hạng mục                  | Người được đề cử/sản phẩm đề cử | Kết quả   | Tham khảo |
| ---------------------------- | ---- | ------------------------- | ------------------------------- | --------- | --------- |
| Asia Star Entertainer Awards | 2024 | Nghệ sĩ mới xuất sắc nhất | NCT Wish                        | Đoạt giải | [ 33 ]    |

## Chương trình âm nhạc

### The Show
| Năm  | Ngày       | Bài hát | Điểm |
| ---- | ---------- | ------- | ---- |
| 2024 | 12 tháng 3 | "WISH"  | 7241 |

### Show Champion
| Năm  | Ngày       | Bài hát    | Điểm |
| ---- | ---------- | ---------- | ---- |
| 2024 | 13 tháng 3 | "WISH"     | 3891 |
| 2024 | 10 tháng 7 | "Songbird" | 4779 |

### M Countdown
| Năm  | Ngày       | Bài hát  | Điểm |
| ---- | ---------- | -------- | ---- |
| 2025 | 24 tháng 4 | "poppop" | 9208 |

### Music Bank
| Năm  | Ngày       | Bài hát  | Điểm  |
| ---- | ---------- | -------- | ----- |
| 2024 | 4 tháng 10 | "Steady" | 10037 |
| 2025 | 25 tháng 4 | "poppop" | 14627 |

### Show! Music Core
| Năm  | Ngày       | Bài hát  | Điểm |
| ---- | ---------- | -------- | ---- |
| 2025 | 26 tháng 4 | "poppop" | 6293 |